# Jefferson Murillo
Jefferson Eulises Murillo Aguilar (Pradera, Valle del Cauca, Colombia, 19 de enero de 1992) es un futbolista colombiano. Juega como Lateral izquierdo. Juega para el Club Atlético Independiente de La Chorrera de la Primera División de Panamá.

## Trayectoria

### Deportivo Cali
Jefferson comenzó a actuar en la Deportivo Cali desde la era de Julio Comesaña, era convocado a concentración en la mayoría de los partidos, primero siendo suplente y luego titular, pero en el que más se destacó fue en el partido frente a La Equidad en la última fecha del "todos contra todos" de la Liga Postobon 2012-I, partido en el que marcó un gol que significó el 3-0 para su equipo.

### Uniautónoma
A principios de 2014 emigró a la Uniautónoma, donde solo se mantuvo seis meses. Luego, a mediados del mismo año, debió volver al Deportivo Cali debido a que su préstamo había terminado. 

### Cúcuta Deportivo
Para principio del año 2015 se confirma como nuevo jugador del Cúcuta Deportivo de la Categoría Primera A después de más de seis meses sin jugar. Debutaría el 7 de febrero en el empate a dos goles como locales frente a Santa Fe. Su primer gol lo marca el 16 de mayo en el empate a dos goles en su visita al Atlético Nacional. Descendería ese mismo año con el Cúcuta a la Categoría Primera B.

### Tiburones Rojos de Veracruz
El 11 de diciembre de 2016 es confirmado como nuevo refuerzo de los Tiburones Rojos de Veracruz de la Primera División de México para el 2017. Debuta el 24 de enero en el empate a un gol por la Copa México frente al Celaya.

### América de Cali
El 13 de septiembre de 2019, América de Cali anunció su fichaje para el Torneo Finalización 2019.

### CA Independiente
Fue anunciado como nuevo jugador del Club Atlético Independiente de La Chorrera el 11 de julio de 2023. Disputó 7 partidos anotó 1 gol y dio 1 asistencia en la Copa Centroamericana de Concacaf 2023 llegando hasta la semifinales, salió campeón del Torneo Clausura 2023 en donde jugó 12 partidos anotó 3 goles y dio 2 asistencia,

## Clubes
| Club             | País     | Año           |
| ---------------- | -------- | ------------- |
| Deportivo Cali   | Colombia | 2011 - 2013   |
| Uniautónoma      | Colombia | 2014          |
| Deportivo Cali   | Colombia | 2014          |
| Cúcuta Deportivo | Colombia | 2015          |
| Veracruz         | México   | 2017 - 2019   |
| América de Cali  | Colombia | 2019 - 2020   |
| Botafogo SC      | Brasil   | 2021-2022     |
| Castanhal EC     | Brasil   | 2023          |
| CA Independiente | Panamá   | 2023-presente |

## Estadísticas
| Club                        | Temporada           | Liga  | Liga  | Copa Nacional | Copa Nacional | Copa Internacional | Copa Internacional | Total | Total |
| Club                        | Temporada           | Part. | Goles | Part.         | Goles         | Part.              | Goles              | Part. | Goles |
| --------------------------- | ------------------- | ----- | ----- | ------------- | ------------- | ------------------ | ------------------ | ----- | ----- |
| Deportivo Cali · Colombia   | 2011                | 16    | 0     | 7             | 0             | -                  | -                  | 23    | 0     |
| Deportivo Cali · Colombia   | 2012                | 17    | 1     | 7             | 0             | -                  | -                  | 24    | 1     |
| Deportivo Cali · Colombia   | 2013                | 7     | 0     | 10            | 0             | -                  | -                  | 17    | 0     |
| Deportivo Cali · Colombia   | Total               | 40    | 1     | 24            | 0             | 0                  | 0                  | 64    | 1     |
| Uniautónoma · Colombia      | 2014                | 6     | 0     | 0             | 0             | -                  | -                  | 6     | 0     |
| Uniautónoma · Colombia      | Total               | 6     | 0     | 0             | 0             | 0                  | 0                  | 6     | 0     |
| Cúcuta Deportivo · Colombia | 2015                | 32    | 1     | 5             | 0             | -                  | -                  | 37    | 1     |
| Cúcuta Deportivo · Colombia | 2016                | 12    | 0     | 0             | 0             | -                  | -                  | 12    | 0     |
| Cúcuta Deportivo · Colombia | Total               | 44    | 1     | 5             | 0             | 0                  | 0                  | 49    | 1     |
| Veracruz · México           | 2017                | 4     | 0     | 4             | 0             | -                  | -                  | 8     | 0     |
| Veracruz · México           | 2017-18             | 15    | 0     | 4             | 0             | -                  | -                  | 19    | 0     |
| Veracruz · México           | 2018-19             | 15    | 0     | 7             | 0             | -                  | -                  | 22    | 0     |
| Veracruz · México           | Total               | 34    | 0     | 15            | 0             | 0                  | 0                  | 49    | 0     |
| América de Cali · Colombia  | 2019                | 10    | 0     | 0             | 0             | -                  | -                  | 10    | 0     |
| América de Cali · Colombia  | 2020                | 1     | 0     | 0             | 0             | -                  | -                  | 1     | 0     |
| América de Cali · Colombia  | Total               | 11    | 0     | 0             | 0             | 0                  | 0                  | 11    | 0     |
| Total en su carrera         | Total en su carrera | 135   | 2     | 44            | 0             | 0                  | 0                  | 179   | 2     |

## Palmarés

### Campeonatos nacionales
| Título                | Club             | País     | Año    |
| --------------------- | ---------------- | -------- | ------ |
| Torneo Finalización   | América de Cali  | Colombia | 2019   |
| Campeonato colombiano | América de Cali  | Colombia | 2020   |
| Primera División      | CA Independiente | Panamá   | 2023-C |